# رابرت کارپلاس
رابرت کارپلاس (آلمانی: Robert Karplus؛ زاده ۲۳ فوریه ۱۹۲۷ درگذشته ۲۰ مارس ۱۹۹۰) یک فیزیک‌دان اهل ایالات متحده آمریکا بود.